# Maga Lombang
Maga Lombang is een bestuurslaag in het regentschap Mandailing Natal van de provincie Noord-Sumatra, Indonesië. Maga Lombang telt 1647 inwoners (volkstelling 2010).